# مارك جيندراك
 مارك روبيرت جيندراك (بالإنجليزية: Mark Jindrak) (1977) هو مصارع أمريكي محترف، والده من أصل ألماني ووالدته من أصل إيطالي. كان يلعب المصارعة في الدبليو دبليو إي (WWE )، والدبليو سي دبليو (WCW) تحت إسمه الحقيقي، والآن يصارع تحت إسم ماركو كورليون في المكسيك، وقد أتى (لدبليو دبليو إي) في يوليو 2001م بفريق الحلفاء. كما كان يصارع في مباريات دارك والعرض المنزلي، وأول مباراة معروضة على التلفاز له هي عندما هزم جيري لين، وبعدها ذهب ليصارع في عرض مصارعة أوهايو.

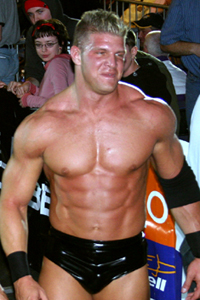
مارك جيندراك في الدبليو دبليو إي سنة 2005

ولاحقًا طلبت (الدبليو دبليو إي) استدعاءه وأصبح مع تريبل اتش، وخطط بعدها جيندراك للانضمام لفريق أيفولوشن مع ريك فلير و راندي أورتن، ولكن استبدل من قبل باتسيتا، وأول مباراة له في عرض الراو بيوم 7 يوليو عندما خسر لكريس جيريكو، وفي يوم 22 مارس 2004 انتقل إلى عرض سماك داون، وكان أول ظهور له في عرض فيلوستي المشابه لسماك داون، وفي رويل رمبل 2005 دخل رقم 22 وأقصي من قبل كين.
يمتلك جيندراك شهادة بكالوريوس، وكان يلعب كرة السلة، وهو أقل المصارعين ظهورًا في تاريخ الدبليو دبليو إي، وقد غادر جيندراك للمكسيك برفقة صديقته، كذلك قد تمكن من الفوز ببطولة الدبليو سي دبليو للفرق مرتين بطريقة مبهرة مع زميله شون أوهير.

## روابط خارجية
- مارك جيندراك على موقع IMDb (الإنجليزية)
- مارك جيندراك على موقع WrestlingData.com (الإنجليزية)
- مارك جيندراك على موقع CageMatch worker (الإنجليزية)
- مارك جيندراك على موقع قاعدة بيانات المصارعة على الإنترنت (الإنجليزية)
- مارك جيندراك على موقع قاعدة بيانات المصارعة على الإنترنت (الإنجليزية)
- مارك جيندراك على موقع عالم المصارعة على الإنترنت (الإنجليزية)